# John Henry Lake
John Henry Lake (né le 27 juillet 1877 à Port Richmond à Staten Island, New York, New York, États-Unis - date de mort inconnue) est un coureur cycliste sur piste américain des années 1900.

## Palmarès
- 1900
  -  Médaillé de bronze en vitesse individuelle aux Jeux olympiques de Paris
  -  Médaillé d'argent du championnat du monde de vitesse individuelle amateur